# Cerro Soroche
El Cerro Soroche, es una montaña ubicada en Ecuador, en la parroquia de Totoras, en el cantón de Alausí (provincia de Chimborazo). El cerro debe su nombre a la gran candidad de pirita (dicha soroche en quichua) encontrada en su laderas.
- Datos: Q2946777